# Friedrich Meyer-Oertel
Friedrich Meyer-Oertel (* 3. April 1936 in Leipzig; † 14. März 2021 in Darmstadt) war ein deutscher Opernregisseur.

## Werdegang
Meyer-Oertel studierte zunächst Werbegrafik sowie Komposition und Oboe an der Hochschule für Musik, Theater Kunst und Musikwissenschaft an der Universität in Wien.
Am Beginn seiner Karriere assistierte er unter anderem an der Wiener und der Stuttgarter Staatsoper, bevor er 1968 die Leitung der Oper am Staatstheater Mainz übernahm. In ähnlichen Funktionen wirkte er später am Nationaltheater Mannheim und den Wuppertaler Bühnen – wo er intensiv u. a. mit Hanna Jordan zusammenarbeitete – sowie von 1996 bis 2004 am Staatstheater Darmstadt.
Zu seinen bekanntesten Produktionen gehören Don Giovanni und Boris Godunow an der neuen Oper in Helsinki, Verdis Don Carlo in Stockholm, Otello und Die sizilianische Vesper in Darmstadt, außerdem Inszenierungen in München, Richard Wagners Tannhäuser in Göteborg, Der Ring des Nibelungen in Mannheim und Wuppertal, Der Freischütz an der Oper Köln, an der Opéra Royal de Wallonie Richard Strauss’ Elektra, an der Komischen Oper Berlin Johann Strauss’ Operette Eine Nacht in Venedig, in Barcelona Igor Strawinskys The Rake’s Progress sowie die Uraufführung der bairischen Mär Der Goggolori von Wilfried Hiller und Michael Ende am Münchner Bayerischen Staatstheater am Gärtnerplatz.
Sein besonderes Interesse an Leoš Janáček führte zu Inszenierungen der Jenůfa in Montpellier, Lüttich, Monte Carlo und Bordeaux, der Katja Kabanowa in Wuppertal und der Sache Makropoulos in Darmstadt. Er starb Mitte März 2021 im Alter von 84 Jahren.

## Trivia
Eine in der Theaterwelt wohl einmalige Wertschätzung erlebte der Regisseur Ende 2014 am Nationaltheater Mannheim. Da eine Renovierung des Bühnenbildes seiner 36 Jahre alten Inszenierung der Fledermaus zu kostenintensiv war, sollte das Repertoire-Stück abgesetzt und die Kulisse entsorgt werden. Mannheimer Bürger sammelten daraufhin mehr als 25.000 Euro, um die beim Publikum äußerst beliebte Inszenierung zu retten. Am 28. Dezember 2014 konnte die Fledermaus so wieder in das Repertoire des Nationaltheaters aufgenommen werden.

## Familie
Er war mit der Schauspielerin Helga Op gen Orth († 2019) verheiratet.